# Dina Páucar
Dina Magna Páucar Valverde (Tingo María, 14 de junio de 1969) es una cantautora peruana de música andina y vernácula.

## Biografía
Paucar nació en Tingo María, Huánuco en 1969. A los 10 años dejó su hogar rumbo a la capital peruana, Lima, en donde realizó diferentes tipos de trabajos: vendedora ambulante, emolientera y también llegó a trabajar como empleada del hogar. Además que se dedicó a estudiar cosmetología pero perdió su oportunidad de obtener un título luego de perder sus herramientas instantes previos a su examen final. En varias oportunidades Paúcar ha compartido que ha sufrido discriminación por ser una mujer andina quechuahablante.
Mediante su esfuerzo pudo abrirse en el mundo artístico interpretando huaynos. Sus discos han batido récords de venta, es la primera en obetener 120 mil discos vendidos en dos semanas, y ha llegado a ser una de las más exitosas compositoras y cantantes folklóricas nacionales. En 2004 se realizó la miniserie de televisión Dina Paucar la lucha por un sueño, inspirada en su vida y trayectoria musical.
En 2005 realizó su gira en Europa, específicamente Italia y España, y al año siguiente en los Estados Unidos.
En 2008 participó en una serie de comerciales en idioma quechua para la operadora Telefónica a lado de otra representante del género vernácula Sonia Morales.
En 2015 interpretó a lado de la Sinfónica Nacional del Perú en el Festival Cervantino de México.
En 2023, Dina presentó un cierto denominado "Un canto a mamá" en el Gran Teatro Nacional por el día de la madre.

## «Que lindos son tus ojos»
Su canción más conocida fue «Que lindos son tus ojos». Fue propuesta para reversionar en inglés e italiano, pero fue descartado debido a los conflictos de autoría.
En 2000 Uvaldo Apazi responsabilizó a Dina Páucar en la demanda contra el compositor Elmer Jesús Estela por infringir los derechos de autor. En 2005 el Vigésimo Primer Juzgado Penal de Lima dio la razón a Páucar y fue absuelva del delito. En 2009 la Corte Superior de Justicia de Lima declaró improcedente la denuncia debido a que interpretó de buena fe «sin implicar que deba asumir la responsabilidad por el pago de regalías a favor del autor».
En 2011 la canción fue versionada para la campaña presidencial de Keiko Fujimori.

## Reconocimientos
En 2004 fue designada simbólicamente como Reina del Festival de la Maca, realizado este año por el entonces congresista Eduardo Carhuarica.
En 2005 el alcalde Luis Dibós Vargas Prada entregó la Medalla de La Rinconada a Dina y declaró oficialmente «vecina ilustre de La Molina».
En 2008 fue nombrada Embajadora de Buena Voluntad UNICEF y en 2016 reconocida como «embajadora de la ciudad de Lima» por el Ministerio de Cultura.

## Discografía
- 1990: La voz del amor: Mi tesoro. Prodisar E.I.R. Ltda., Lima. Casete (versión de 1994).[25]
- 1994: Con amor para todo el Perú
- 2000: Cobarde
- 2003: Éxitos de oro.[5]
- 2005: Sin fronteras.[26]
- 2006: Apasionada
- 2019: La Diosa Hermosa del Amor. Arpa: Elmer Jesús. Danny Producciones, Lima. Disco compacto (versión anterior).

Álbumes en vivo
- 2006: Dina Páucar, la Diosa Hermosa del Amor en vivo[27]

Compilaciones:
- 2003: Reinas del arpa. Sonia Morales, Dina Páucar, Anita Santibáñez, Abencia Meza. Disco mp3 (161 títulos).

## Premios y nominaciones
| Año  | Premiación     | Categoría                  | Resultado | Ref.   |
| ---- | -------------- | -------------------------- | --------- | ------ |
| 2010 | Premios APDAYC | Artista vernacular del año | Ganadora  | [ 28 ] |

## En la ficción
- En la miniserie biografíca Dina Páucar: La lucha por un sueño, es interpretada como adulta por Magdyel Ugaz y como joven por Mayella Lloclla.
- En la serie biográfica Dina Páucar: El sueño continua, es interpretada por Carolina Infante.